# Cucullia lindei
Cucullia lindei är en fjärilsart som beskrevs av Heyne 1899. Cucullia lindei ingår i släktet Cucullia och familjen nattflyn. Inga underarter finns listade i Catalogue of Life.